# Organización del Fútbol del Interior
A Organización del Fútbol del Interior (Organização de Futebol do Interior - OFI) é uma organização que abrange todo o futebol do Uruguai, com exceção do Departamento de Montevidéu. A organização se autodefine como amadora e é constituída por ligas de futebol do interior do Uruguai que são membros da Associação Uruguaia de Futebol, mas não estão aptas a competir na elite do futebol nacional. Foi fundada em 14 de julho de 1946 e está sediada em Montevidéu.
Possui atualmente 145 mil futebolistas registrados, dos quais 2.250 são mulheres.

## Confederações
Atualmente, a OFI está dividida em 4 confederações:
- Confederação do Leste
- Confederação do Litoral
- Confederação do Sul
- Confederação do Litoral Norte

## Campeonatos geridos pela OFI

### Seleções
- Copa Nacional de Seleções (1951–)[1]
- Campeonato Nacional de Seleções do Interior Sub-18 (1976–)[2]
- Campeonato Nacional de Seleções do Interior Sub-15 (1993–)
- Copa San Isidro de Curuguaty (1956–), em conjunto com a Unión del Fútbol del Interior do Paraguai

### Clubes
- Copa Nacional de Clubes (1965–)
- Campeonato de Futebol Feminino do Interior (2000–)
- Campeonato de Futebol Feminino Sub-16 do Interior (2013–)

## Clubes filiados
| - Anglo (Fray Bentos) - Artigas (Melo) - Atlético Fernandino (Maldonado) - Atlético Florida (Florida) - Atlético San Carlos (San Carlos) - Barrio Rivera 33 (Maldonado) - Estación (Minas) - Estudiantil Sanducero (Paysandú) - Ferro Carril (Salto) | - Fray Bentos (Fray Bentos) - Frontera Rivera (Rivera) - Ituzaingó (Punta del Este) - Las Delicias (Minas) - Laureles (Fray Bentos) - Lavalleja (Minas) - Libertad de San Carlos (San Carlos) - Nacional (Sarandí del Yi) - Neptuno (San Carlos) | - Olimpia (Minas) - Parque del Plata (Parque del Plata) - Paysandú Bella Vista (Paysandú) - Peñarol (Rivera) - Piriápolis FC (Piriápolis) - Porongos (Trinidad) - Punta del Este (Punta del Este) - Quilmes (Florida) - Rampla Juniors (Pueblo Obrero) | - Río Negro (San José de Mayo) - Salto Nuevo (Salto) - Salto Uruguay (Salto) - San Eugenio (Artigas) - San Francisco (Las Piedras) - San Martín (Maldonado) - Tabaré Piriápolis (Piriápolis) - Universal (San José de Mayo) - Wanderers (Artigas) |

## Site
- Site da Organización del Fútbol del Interior (em castelhano)